# 이스마일 아이사티
이스마일 아이사티(네덜란드어: Ismaïl Aissati, 1988년 8월 16일 ~ )는 현재 데니즐리스포르에서 공격형 미드필더로 활약하고 있는 모로코의 축구 선수이다.
그는 모로코인 부모를 두고 네덜란드 위트레흐트에서 태어났다. 이후 PSV 유소년 팀을 거친 그는 2005년 8월 28일 로다 JC와의 에레디비시 경기를 통해 성인팀에 데뷔하게 된다. 이후 불과 17의 나이로 AC 밀란과의 경기를 통해 UEFA 챔피언스리그에서 데뷔하게 된다.
2008년 7월 19일 그는 라이벌 클럽인 아약스로 이적하게 된다.
이후 2011년 안탈리아스포르로 이적한 뒤, 2013년 9월 2일 테레크 그로즈니와 3년 계약을 맺으면서 러시아 프리미어리그에 진출한다.

## 수상

### 클럽
PSV
- 에레디비시 (2): 2005–06, 2007–08

아약스
- 에레디비시 (1): 2011–12
- KNVB컵 (1): 2009–10

### 국가대표
네덜란드 U-21
- UEFA U-21 축구 선수권 대회 (2): 2006, 2007